# Movement (Katy B)
Movement è il settimo singolo della cantante inglese Katy B, estratto dal suo album On a Mission ed inviato alle stazioni radiofoniche il 24 settembre 2011. Il video è stato diffuso il 24 ottobre successivo.